# АНТ-1
АНТ-1 — одномісний дослідний спортивний літак, перша розробка ОКБ О.М. Туполєва. Спроєктований А. Н. Туполєвим на підставі його досвіду при створенні аеросаней та кораблів. Літак був вільнонесучим монопланом змішаной конструкції.

## Історія
При конструюванні АНТ-1 вперше використовувався легкий і міцний матеріал кольчугалюміній, хоча основними матеріалами все одно залишалися дерево і тканина. Літак приводився в рух двигуном Анзані потужністю 35 к. с.  Перший політ був здійснений 21 жовтня 1923 р інженером-пілотом Е. І. Погосським. Після декількох випробувальних польотів двигун вийшов з ладу, після чого до 1937 р. літак знаходився в складальному цеху. У цьому ж році єдиний екземпляр АНТ-1 знищили.